# Kootenay Nemzeti Park
A Kootenay Nemzeti Park (angolul Kootenay National Park) Kanadában, Brit Columbia délkeleti részén, a Nagy Kontinentális Vízválasztó nyugati lejtőin fekszik. A legfiatalabb Kanada Sziklás-hegységi parkjai között, 1920-ban alapították. 1406 km²-es területén a legmagasabb pont a Deltaform-hegység csúcsa 3424 méteres magasságával.
A park létrejöttét a Banff-Windermere autópálya megépítésének köszönheti. Mivel a tartományi kormányzat megfelelő anyagi fedezet híján nem tudta az építkezést befejezni, ez a feladat a szövetségi kormányra hárult, amely cserébe a jövendő park területét kérte. Neve a feketeláb-indiánok nyelvén a víz népét jelenti. Délnyugati részén találhatóak a Radium-hőforrások, melyek vizének hőmérséklete 35 °C és 47 °C között változik. A Paint Pots-hőforrás okker színű hordalékából szerezték az itt élő indián törzsek harci díszeikhez a festéket. A parkban ered a Kootenay-folyó.
A park északi és déli része különböző vonásokat mutat. Az északi részt a nedvesebb éghajlatnak köszönhetően sűrű erdő borítja, amely elsősorban havasi fenyőkből áll. A déli rész szárazabb, itt a jellemző erdőalkotó fa a duglászfenyő. A vadvilág a szomszédos parkokhoz hasonlóan gazdag.